# Piotr Abraszewski
Piotr Abraszewski (ur. 29 czerwca 1905 w Zamościu, zm. 9 czerwca 1996 w San Francisco) – polski malarz, więzień niemieckich nazistowskich obozów koncentracyjnych.

## Życiorys
W latach 1928–1934 studiował malarstwo w Akademii Sztuk Pięknych w Warszawie u profesora Miłosza Kotarbińskiego. W roku 1935 został asystentem na tejże Akademii.
Po wybuchu II wojny światowej został uwięziony i przeszedł pięć obozów koncentracyjnych, między innymi Stutthof, Sachsenhausen i Mauthausen-Gusen. Po wojnie spędził kilka lat w obozach uchodźców na terenie Niemiec Zachodnich. W roku 1949 wyjechał do Stanów Zjednoczonych i zamieszkał w San Francisco z żoną, również absolwentką warszawskiej ASP i więźniarką obozów hitlerowskich.
W San Francisco Piotr Abraszewski zajął się malarstwem olejnym i akwarelowym. Został członkiem Western Artists Society oraz Polish Arts and Culture Foundation.
Wiele jego obrazów ukazało się w formie pocztówek. W testamencie zapisał całą spuściznę Fundacji Polskiej Sztuki i Kultury.